# Paulilles
Paulilles (Katalanisch: Polilles) ist ein französisches Naturschutzgebiet am Mittelmeer, das sich zwischen den Städten Port-Vendres und Banyuls-sur-Mer im Département Pyrénées-Orientales, Nordkatalonien, befindet.

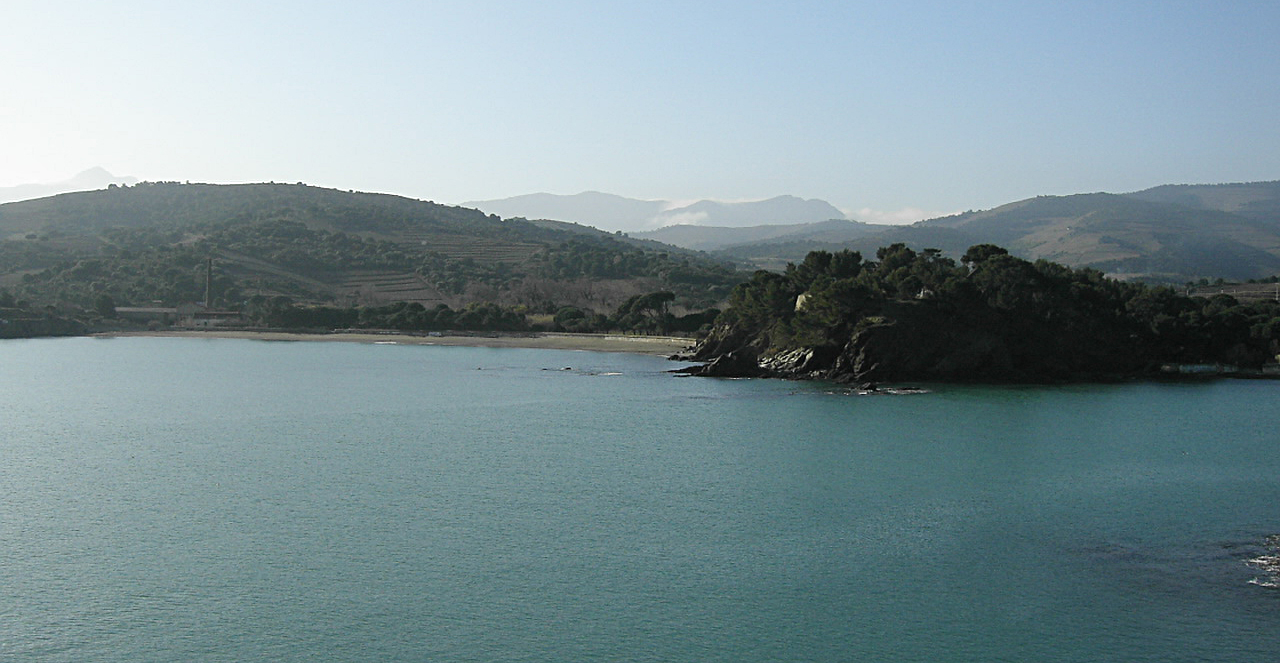
Paulilles

## Geographie
Paulilles befindet sich etwa 3 km südlich von Port-Vendres hinter dem Las Portas Pass entlang der Route Départementale 914. Es ist eine kleine Mittelmeer-Bucht, zwischen dem Cap Béar und dem Cap de l'Oullestrell, die drei Strände bildet: Bernardi, del Mitg, Fourat werden durch kleine Felsen in der Bucht getrennt.
Der ursprüngliche Wald ist gut erhalten und typisch für den Mittelmeerraum.
Die Vegetation besteht aus Aleppo-Kiefer (Pinus halepensis), See-Kiefer (Pinus pinaster) und Pinie (Pinus pinea). Auch Steineiche (Quercus ilex), Korkeiche (Quercus suber) und Olivenbäume (Olea europaea) sind zu finden.
Blütenpflanzen sind vertreten, erwähnenswert insbesondere die Armeria von Roussillon (Armeria ruscinonensis Girard), die Polycarpon von Katalonien (Polycarpon polycarpoides), Thymelaea hirsuta, Limonium tremolsii und Tamarix (Tamaricaceae).
Die Gewässer um Paulilles gehören ebenfalls zum Natura 2000-Verbund. Neptungräser sind hier endemisch. Coralline-Algen formen große Unterwasser-Wiesen und sind von hoher Bedeutung für Schutz und Pflege vielfältiger Wasserlebewesen.